# Irish Sport Horse

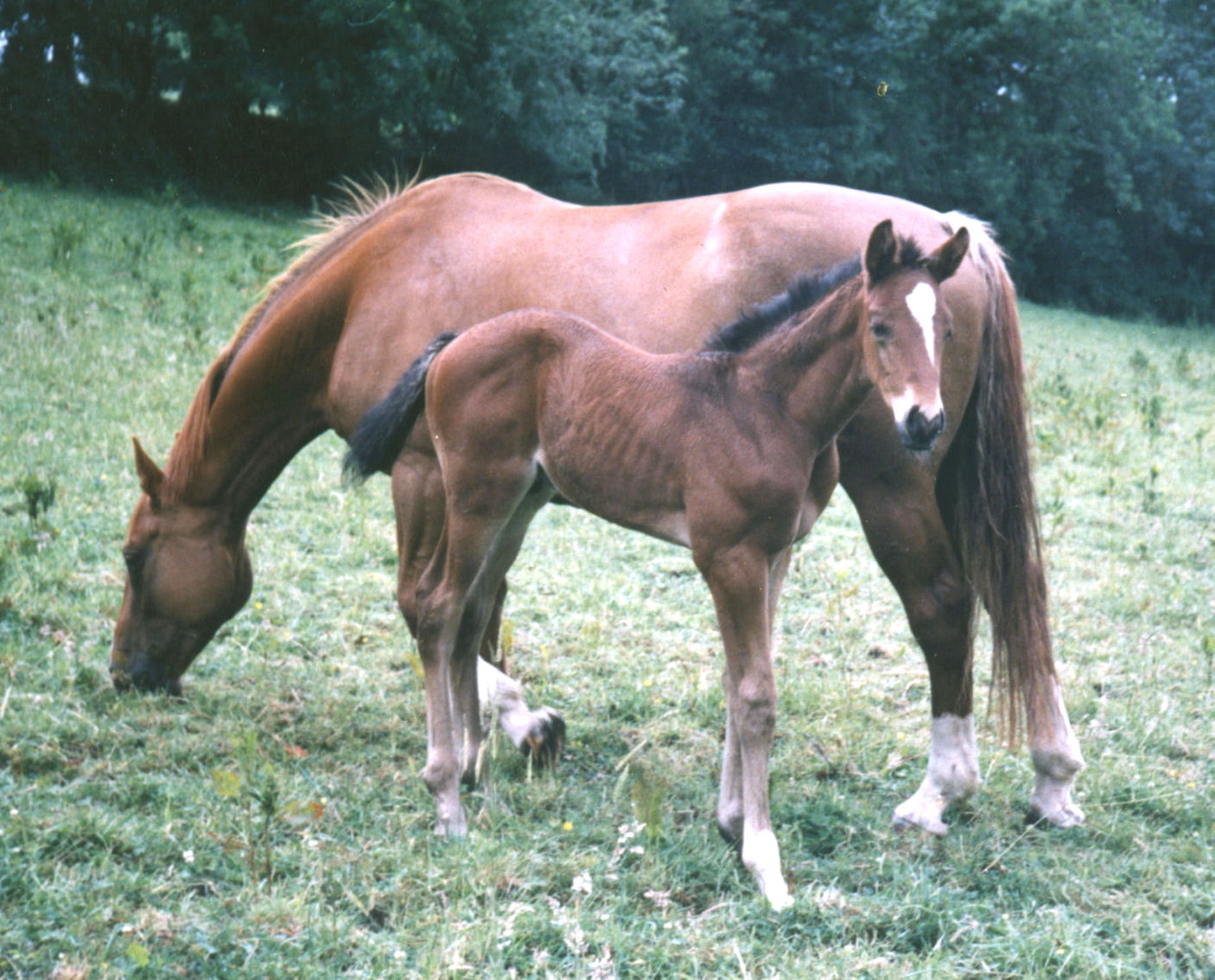
Fattrice e puledro

L'Irish Sport Horse (ISH), o Irish Hunter, è una razza irlandese di cavalli sportivi a sangue caldo, utilizzata principalmente per dressage, completo e salto ostacoli . È stato allevato dal 1923 dall'incrocio tra l'Irish Draught e il purosangue. Negli anni '90 c'è stata un'intromissione limitata di sangue Hannoveriano, Selle Français e Trakehner. È una vera razza riconosciuta; i puledri possono essere registrati nella sezione principale del libro genealogico solo se entrambi i genitori sono registrati in quella sezione.

## Caratteristiche
L'Irish Hunter è un cavallo molto equilibrato. Il suo aspetto è quello tipico di molti altri sport horses: testa piccola con profilo rettilineo, groppa allungata e forte, arti lunghi e muscolosi.
Caratterialmente si presenta come una razza calda, ma intelligente e ben gestibile. Gli Irish Hunter sono considerati tra i cavalli più coraggiosi al mondo.

## Impieghi

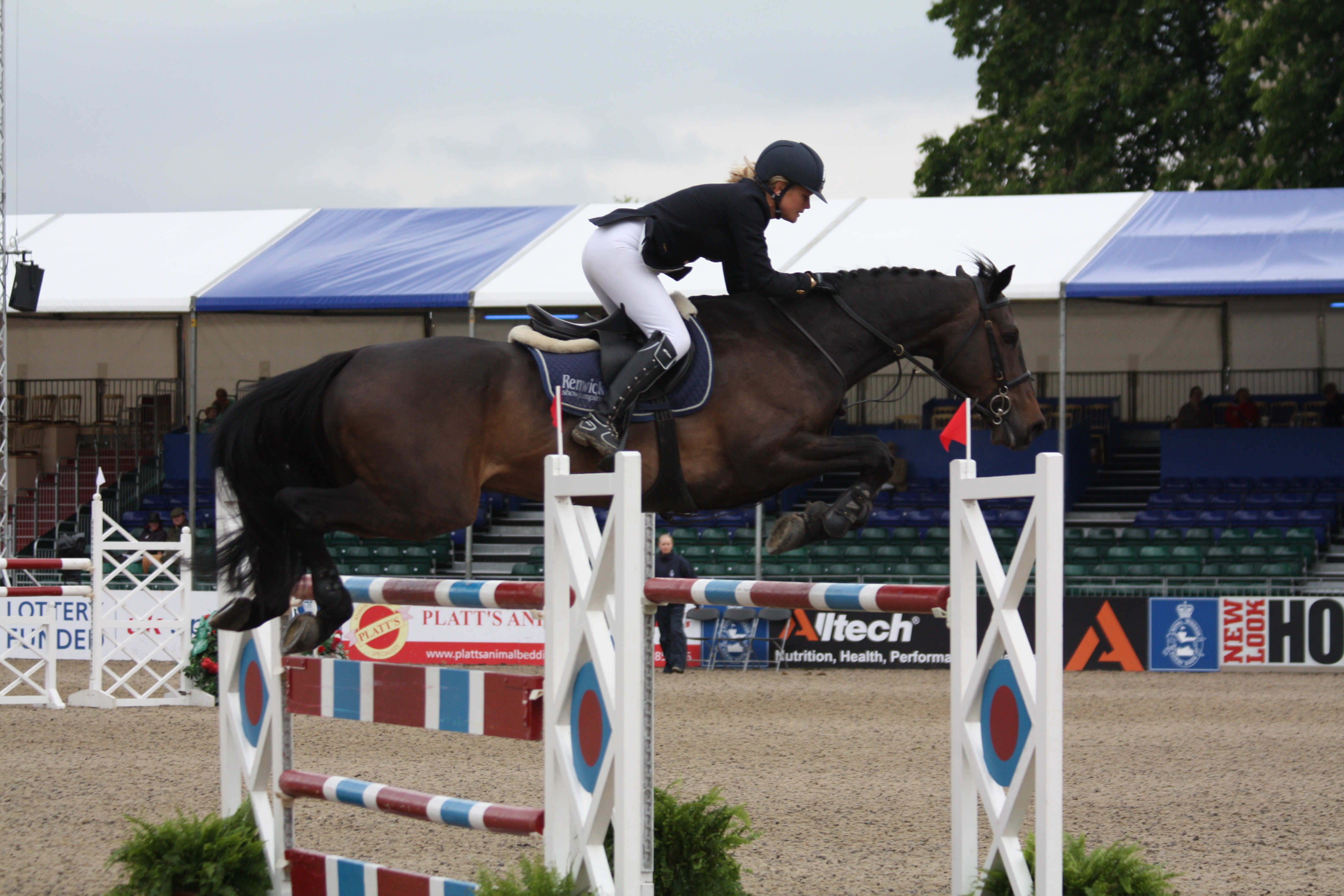
Un cavallo sportivo irlandese impiegato nel salto ostacoli.

L'Irish Sport Horse è un cavallo da competizione di successo, utilizzato in dressage, salto ostacoli e completo . L'Irish Sport Horse Studbook è spesso al primo posto nelle classifiche annuali degli eventi della World Breeding Federation for Sport Horses ed è stato al primo posto in ogni anno dal 2012 al 2016.